# Куш'я
Куш'я́ (рос. Кушья) — село (колишнє селище) в Ігринському районі Удмуртії, Росія.

## Населення
Населення — 552 особи (2010; 604 в 2002).
Національний склад станом на 2002 рік:
- удмурти — 69 %
- росіяни — 29 %

## Урбаноніми[3]
- вулиці — Заводська, Залізнична, Зарічна, Кірова, Лісова, Перемоги, Поштова, Промислова, Радянська, Шкільна

## Відомі особистості
В поселенні народилася Теловата Марія Теодозіївна — український педагог.